# Euproctidion
Euproctidion é um gênero de traça pertencente à família Arctiidae.